# 香港專上教育
香港專上教育是香港中學教育之後的教育階段，包括副學位（如副學士及高級文憑）和學位課程。2000年前，這個階段的教育主要由大學教育資助委員會資助的高等院校提供。2000年後，多所自負盈虧大專院校先後成立，當中亦有院校獲得大學名銜。

## 發展史

### 香港英屬時期
香港的專上教育於二十世紀初正式起步。1908年，第十四任香港總督盧吉宣布籌建香港第一所大學，《1911年大學條例》（University Ordinance 1911）通過後，香港大學於1911年3月正式成立，大學開辦時設有文學院、工學院及醫學院，香港大學本部大樓在1912年完工後於同年開課。
香港在1941年至1945年間經歷二次大戰及日佔時期，到香港重光時人口只餘下約60萬人，但此後香港出現戰後嬰兒潮，及後因為中國爆發國共內戰大量難民湧入香港，到1949年中國政權更迭後又發生逃港潮，香港人口由1945年的60萬人激增至1961年超過300萬人。中國共產黨在1949年取得中國大陸的執政權後，於1952年實施高等院校院系調整，有宗教背景的大學都被逼停辦或被兼併，當中有部分學者、教員及學生來到香港，期望可以在香港復辦大學，但受限於香港法例，這些在香港運作的院校都不能使用「大學」或「學院」命名，只能以「書院」為名作为私立中学在香港繼續辦學。其中崇基、新亚及联合都是这样开始，而香港政府於1961年同意設立香港第二所大學，並成立香港中文大學籌備委員會，當時各自獨立辦學的崇基學院、新亞書院及聯合書院，經談判後同意合併成為一所新大學，香港中文大學於1963年10月正式成立。雖然香港中文大學於1963年成為香港第二所大學，但當時香港並未推行義務教育，因此只有少數有機會接受教育及成績最優秀的學生可考上大學。另外，當時兩所大學的學制並不一致，香港大學是三年制，香港中文大學則為四年制，而當時的中學亦分為兩種學制，一種是五年中學課程加一年預科的六年制中文中學，中文中學的學生在中六應考香港高等程度會考升讀四年制的香港中文大學；另一種是五年中學課程加兩年預科的七年制英文中學，英文中學的學生在中七報考香港高級程度會考升讀三年制的香港大學，但是由於英文中學的預科比中文中學多讀一年，所以在英文中學修讀預科的學生可同時報考香港高等程度會考升讀香港中文大學，中文中學則因為只有一年中六預科而不能報考香港高級程度會考升讀香港大學。
雖然香港人口在1950年代激增，但是到1960年代初仍是只有香港大學及新成立的香港中文大學可開辦大學學位課程，因此有教會團體嘗試在香港提供高等教育，除上面所讲的崇基外，也有很多其他小型学校；如佛教能仁，基督教信义宗书院，也有大陆逃港的大学如广州大学的广大书院、珠海大学的珠海书院、中山大学的中大书院、清华大学的香港清华书院，嶺南大学的嶺南书院，紀念孫中山的德明書院、遠東書院、香江書院及新亞文商書院等。但一律都只能以中学名义注册，並作为中华民国十三家海外大学之一頒授台湾教育部授权的学位。这些学校,到今天只存在浸会、嶺南、珠海及能仁，而崇基、新亚、联合在併入中大後于1970年代相继停为通识以外所有课程，实际上己名存实亡。
香港浸會書院於1956年由香港浸信會聯會成立。至於在1950年代由中國大陸遷到香港繼續辦學的高等院校，除了於1963年併入香港中文大學的崇基學院、新亞書院及聯合書院外，嶺南書院及珠海書院則維持獨立辦學。另有由私人出資興辦的香港樹仁書院於1971年成立。由於香港政府當時只認可香港大學及中文大學可頒授學位，而且在1967年立法禁止任何人开发学位或类似课程并頒发表以文憑（即学法国頒大学证书也不行）所以這些院校不但只能以書院為名辦學，当成中学在教育司置登记成立，亦不可發出學位證書。在1981年后由于有关政策受奂国国家学历委員会干涉（即英国代为頒学位）当年於是通过相关条件容许浸會書院、嶺南書院及樹仁書院便發出榮譽文憑，作為比一般文憑學歷為高的區別，但榮譽文憑同樣不獲政府承認等同大學學位，只能是与預科同级。珠海書院則在台灣以私立珠海大學為名向中華民國教育部註冊，發出台灣當局認可的大學學位證書，但香港政府並不承認這些台灣學歷。
在六七十年代由於香港的高等教育隨人口增加而有殷切需求，所以政府決定在《教育條例》之外，另行通過《專上學院條例》進行規管，浸會書院、嶺南書院及樹仁書院先後於1974年按《專上學院條例》註冊為認可專上學院，並更名為香港浸會學院、而在1981年另两家亦獲注册成为嶺南學院及香港樹仁學院。香港大學及香港中文大學原是由政府直接撥款資助，為保障兩所大學在日常運作的獨立性及自主權，政府於1965年成立屬於非法定諮詢組織的大學教育資助委員會，作為政府與當時兩所大學之間的中介角色，而原本由政府直接資助的香港工業專門學院於1972年改組為香港理工學院後，也於同年轉交教資會資助，教資會因此曾改名為大學及理工教育資助委員會。政府於1977年決定統一香港的高中及大學學制，全面推行「三二二三」學制，大部分大學課程應為三年制，政府同時建議三所已註冊為認可專上學院的院校，將課程改為三年制後便可得到政府資助。浸會學院和嶺南學院決定接受政府的建議將榮譽文憑課程改為三年制，從而獲取政府的資助，兩校於1980年代改組為受專屬法例規管的法定專上學院，及後納入為大學教育資助委員會的資助院校。由于浸会学院于1986年獲英国CNAA 頒授学位资格，香港政府为免与宗主国冲突於1986年同时批准浸会頒发学份，並于1991年獲准升格为大学。樹仁學院沒有跟從政府當年推行三年制大學課程的建議，維持其四年制的榮譽文憑課程，因此政府沒有給予資助，也未有批准其頒授學位。
香港於1971年推行免費小學教育後，於1978年實施由小一至中三的九年義務教育，於1987年取消中三淘汰試，因此大部分學童都可從小學一年級升學至中學五年級，於中五通過香港中學會考升讀預科課程，再參加香港大學的香港高級程度會考或香港中文大學的香港高等程度會考競逐大學學額，這兩個大學入學試分別於1979年及1980年交由香港考試局接辦。雖然香港的出生率在1970年代起漸趨放緩，但香港在中學及小學推行義務教育後，大部分學童都可完成高中課程，因此對高等教育的需求大增。香港政府於1983年批准香港理工學院開辦學位課程，另於1984年成立香港城市理工學院，並於1986年起提供學位課程。另外，為推動表演藝術的發展，政府於1984年成立香港演藝學院。1989年，教育統籌司建議將香港的學士學位課程學額，由佔適齡組別人數的12.9%，提高至1994年的不少於18%，即是學額要由10,510個增加至15,000個，但政府於1991年推算人口增長幅度減少，於是將學額修訂為14,500個。香港政府預期在1980年代中期以後，香港將會步入經濟轉型，需要有適合的人才配合工商業發展，因此決定籌建香港第三所大學，即是在1991年成立的香港科技大學。香港政府於1980年代初探討在香港提供公開教育的可行性，經教育統籌委員會研究後，總督衛奕信在1987年10月的《施政報告》中落實籌辦，香港公開進修學院於1989年成立。政府在增加大學學位的同時也計劃統一大學的學制、入學評核和取錄標準，原本香港大學和香港中文大學是各自招生及自設入學試，港大的入學試為香港高級程度會考，中大則另設香港高等程度會考，考生需要按心儀入讀的大學分別參加入學試，由於當時理工學院、城市理工及浸會學院都已開辦學位課程，而新成立的香港科技大學將於1991年收生，因此政府認為有須要統一專上院校的入學試及招生程序，經協調後決定以香港高級程度會考作為入學評核考試，並於1990年設立大學聯合招生辦法統一招生程序，而香港高等程度會考於1992年舉行最後一屆後取消。由於香港高級程度會考是以中七學生為主要應考對象，原本以香港高等程度會考成績取錄中六學生的香港中文大學，須要配合將大部分課程由四年制改為三年制，中文中學的一年制預科亦需更改為兩年制。香港政府於1990年成立香港學術評審局作為專門評審學術資格的法定機構。香港在1990年代先後有四所院校由學院升格為大學。香港城市理工學院、香港浸會學院及香港理工學院於1991年向政府要求取得大學名銜，三所院校在1993年先後取得自行評審資格，經總督會同行政局同意後，於1994年分別升格為香港理工大學、香港城市大學及香港浸會大學。香港公開進修學院於1996年取得自行評審資格後，於1997年2月獲總督會同行政局同意升格香港公開大學。嶺南學院於1991年成為教資會的資助院校，並於1992年獲准開辦大學學位。五所教育學院於1994年被合併為香港教育學院，其後成為由教資會資助的院校。為配合香港理工學院和城市理工學院準備於1994年升格大學，政府安排職業訓練局接辦兩間理工學院開辦的高級證書及高級文憑課程，職訓局於是成立兩所科技學院主力開辦高等程度課程。

### 香港主權移交後
1998年，嶺南學院取得自行評審資格，並於1999年經行政長官會同行政會議通過升格為嶺南大學，成為1997年7月香港主權移交後首所升格大學的院校。香港教育學院於1998年獲准開辦首個學位課程。1999年，職業訓練局將其下七所工業學院及兩所科技學院合併成為香港專業教育學院。行政長官董建華於2000年的施政報告宣布要仿效發達國家和亞洲的一些大城市，要在十年內將香港的高等教育普及率提升至佔高中畢業生的百分之六十，以配合香港發展知識型經濟的需要。政府為配合增加高等教育機會的目標，於是提出推動發展「副學士」學位，但由於香港當時正面對經濟收縮，政府沒有為發展副學士而增撥資源，所以大部分副學士都是由多所院校以自負盈虧的方式營辦，在這段時期教資會的資助院校也遭到削資。雖然大部分副學士課程都沒有政府提供資助，但香港多所高等院校均有成立屬下的社區學院營辦副學士課程。政府同時推出毅進計劃，為香港中學離校生及年滿21歲有意進修人士提供更多升學及就業的途徑。政府於2004年提出對中學及大學學制進行檢討，計劃將當時的三年初中、兩年高中、兩年預科及三年大學的「三二二三」學制改為三年初中、三年高中及四年大學的「三三四」學制，經討論後計劃得到落實，香港於2009年起實施新高中學制，大部分大學學位課程都改為四年制，取消香港中學會考及香港高級程度會考，改為在中六應考香港中學文憑作為大學聯合招生辦法的評核標準。

### 2000年後
曾經在1980年代沒有跟從政府推行三年制大學課程的香港樹仁學院於2001年獲准開辦學位課程，政府其後修訂《專上學院條例》，容許認可專上學院在行政長官會同行政會議批准下頒授學位及使用大學名稱，樹仁學院於2006年獲授予學科範圍評審資格後，於同年12月獲行政長官會同行政會議批准可使用大學名稱，於2007年更名為香港樹仁大學，成為香港第一所私立大學。

#### 大學合併計劃的倡議
政府在2002年曾經以發展世界一流大學為理由，提出香港中文大學與香港科技大學的合併計劃，但因為兩院校的教員普遍反對而沒有推行。
2003年，政府後來又提出香港中文大學兼併香港教育學院，但同樣遭到反對。
2004年至2006年期間，時任城大校董會主席胡應湘提出香港城市大學與香港理工大學深入合作，以達至兩校合併的計劃，但合併計劃最後因師生反對而告吹。
後來更爆出教院風波，政府因此成立獨立調查委員會展開聆訊，教育學院合併計劃其後也告吹，而教育學院升格大學的申請於2009年被政府否決，教育學院後來作出改善措施後於2014年再次申請，在2016年5月獲行政會議及立法會通過升格為香港教育大學。

#### 自資專上院校升格私立大學的準則
政府在2000年起推動私立院校的發展，除了樹仁學院於2007年根據《專上學院條例》升格為大學外，從2004年起至2018年間有多所自資專上院校成立或獲准以《專上學院條例》註冊，分別有珠海學院、明德學院、東華學院、明愛專上學院、恒生管理學院、香港能仁專上學院、港專學院、宏恩基督教學院及耀中幼教學院，為使根據《專上學院條例》註冊的院校在尋求更名為大學時有清晰的程序和準則可以遵循，政府於2015年發表《成為私立大學的路線圖》。另外，職業訓練局也成立香港高等教育科技學院提供自資學位課程。由於香港有多所院校，包括教資會資助院校及其自資部門、公開大學、職訓局轄下院校，以及根據專上學院條例註冊的學院，都提供自資學位課程，聯同教資會的資助學位課程，再加上高級文憑及副學士課程所提供的副學位學額，因此在2017年的專上課程入學率已達到佔中學畢業生的70%，超過政府在2000年定下佔高中畢業生60%的目標。另外，政府為整合香港的資歷架構，於2008年設立資歷名冊，而負責管理資歷名冊的香港學術評審局也改稱為香港學術及職業資歷評審局，收入資歷名冊的課程不限於由本地院校提供，也容許海外院校將其通過已香港本地學術評審的課程登記入名冊，薩凡納藝術設計學院即是一所在香港開辦本地認可學士學位課程的海外院校，香港另有多所院校通過與外地院校合作的方式，在香港提供經本地評審的海外學歷學位課程。前身為恒生商學書院的恒生管理學院，於2018年10月獲行政長官會同行政會議批准更名為香港恒生大學，成為香港第二所私立大學。2024年1月，明愛專上學院通過學術評審獲准升格，並更名為聖方濟各大學。

#### 專上院校經費
為開拓專上院校的經費來源、鼓勵院校向私人企業籌募捐款，香港政府於2003年首度推出配對補助金計劃，首三輪資助對象為八所教資會資助院校，於2008年的第四輪加入公開大學及樹仁大學，第五輪加入演藝學院及珠海學院，第六輪加入所有可頒授本地認可學士學位的專上院校，2017年推出的第七輪僅限頒授本地學士學位的自資院校參與，2018年推出的第八輪則以教資會資助院校、職業訓練局及香港演藝學院為設立對象。為培訓香港有殷切需求的特定行業專才，香港政府於2014年7月推出指定專業／界別課程資助計劃 (SSSDP)，為開辦指定範疇學士學位課程的自資院校提供公帑資助，資助學額共1000個，一般課程的資助額為每年四萬港元，如為實驗室為本的課程資助額則為每年七萬港元，於2015/16學年實施時共有五所受計劃資助的自資院校，資助金額會隨通脹而調整。由於計劃推出後反應良好，特首梁振英於2017年1月的《施政報告》宣布SSSDP資助計劃恆常化及將資助學額增至3000個，並於2018年起實施。香港政府於2017年8月公佈2018/19學年將有六所自資院校提供2776個資助學額。香港政府於2017年7月5日宣布設立免入息審查資助計劃，為15所自資專上院校所開辦的學士學位課程提供經常性資助，每名合資格學生每年可獲公帑資助三萬港元，立法會於7月19日通過撥款後隨即於2017/18學年起實施。公帑資助不設入息審查及人數上限，但學生須於香港中學文憑的核心科最少取得「3322」的成績，或取得認可副學位程度的學歷。符合資格的學生只須繳交扣減公帑資助後的學費，資助款項則會直接發放予受計劃資助的自資院校，而資助金額會依據通脹幅度調整。

#### 學術自由倒退
2020年7月中共在香港實施《港區國安法》後，香港的學術自由因此而受到影響。 全球公共政策研究所GPPI在2021年3月11日公佈全球學術自由指數AFI報告，香港被評為D級、指數為0.348，是自1911年收集及分析香港數據以來最低  香港的指數比俄羅斯的0.374、柬埔寨的0.381，以及越南的0.377更低，香港在過去5年間的學術自由指數下降超過0.15分，2021年的學術自由指數甚至比二戰期間日軍佔領香港時期的0.4更低 其報告指「香港學者及學生的學術自由及高等院校自主性因北京干預而不斷被侵蝕」，報告提到近年在香港發生的多個實例，包括有外國學者在香港特區政府沒有提供明確理由下遭阻止入境，香港警察嚴重暴力及威脅學生的行為，而在《港區國安法》實施後，有學者不獲大學續約、《蘋果日報》創辦人黎智英等人被捕，以及戴耀廷等學者被解僱等事件，均嚴重毀損香港的學術自由，損蝕香港教育及學術研究，並窒礙交流及國際合作。

#### 應用科學大學
《2023年度香港行政長官施政報告》中提出發展香港成為國際專上教育樞紐，並推動成立應用科學大學聯盟。其後教育局委任香港學術及職業資歷評審局為顧問，訂立成為應用科學大學的條件，範疇涵蓋管治、管理、質素保證、學習環境及學生支援，以及業界合作和認受性。
- 香港都會大學 - 於2024年3月21日獲教育局批准成為首間香港應用科學大學[67]
- 聖方濟各大學 - 於2024年11月1日獲教育局批准成為應用科學大學[68]

#### 北都大學教育城
《2023年度香港行政長官施政報告》及《2024年度香港行政長官施政報告》中提及香港政府已在北部都會區預留至少80公頃用地，發展「北都大學教育城」。
2026年上半年計劃公布《北都大學教育城概念發展綱要》。

## 規管模式
法定大學是指通過其所屬香港法例而成立的法定機構，法定大學根據條例擁有頒授大學學位的權力，同時在甄選學生，聘用教員及訂立聘用條件等方面，都具有自主權，確保大學的學術自由。另一方面，法定大學在校董會組成及管理架構上，都受到其所屬條例的規管，香港的法定大學的校監，在港英政府管治時期皆由香港總督兼任，即使在1997年香港主權移交後仍承襲傳統，由香港特別行政區行政長官兼任校監，大學的校董會或校委會主席都需要由行政長官委任。
認可專上學院是根據《專上學院條例》（香港法例第320章）註冊的大專院校，認可專上學院可在行政長官會同行政會議的同意下開辦大學學位課程。已根據《專上學院條例》註冊的院校可豁免受《教育條例》（香港法例第279章）條文規限。按照已經獲立法會通過的《2025年專上學院(修訂)條例》，自2025年8月1日起，批准專上學院頒授學位的權力會移轉給教育局局長。另一方面，現行按照各自大學條例管理的八大自資部門亦會逐步過渡至依照《專上學院條例》註冊，以建立統一的自資專上院校規管架構。
香港有八所由大學教育資助委員會資助的大學，大學教育資助委員會簡稱「教資會」，是香港政府成立的非法定諮詢組織，主要就香港八所資助院校的資助事宜向政府提供意見，向受資助院校分配撥款，雖然八所受教資會資助的院校都是具有法定權力的自主實體，但基於來自香港納稅人的公帑需要用得其所，教資會不但會為各資助院校的發展及學術事宜提供意見，並且從會制度層面監察各資助大學的表現。
香港學術及職業資歷評審局簡稱「學評局」由香港政府根據《學術及職業資歷評審條例》（香港法例第592章）而成立的法定機構，以獨立的法定地位為香港高等教育機構的學術水平進行評審，及就各院校申請授予自行評審資格向政府提供建議。除具有自行評審資格的大學教育資助委員會以外，香港各大專院校所開辦的高等教育課程都要通過學評局的學術評審。具有自行評審資格的自資院校，雖然無需評審可自行開辦新課程，但為確保課程及管理的質量，仍需定期由學評局進行校外評審及提供意見。

### 法定院校
法定院校是指由香港特別行政區行政長官會同行政會議（主權移交前為港督會同行政局）通過，再經立法會三讀通過相關法例，而成為受獨立法例規管的高等院校。
大學教育資助委員會資助的法定大學（依院校成立及取得大學名銜時間排列）
- 香港大學 - 香港法例第1053章《香港大學條例》
- 香港中文大學 - 香港法例第1109章《香港中文大學條例》
- 香港科技大學 - 香港法例第1141章《香港科技大學條例》
- 香港理工大學 - 香港法例第1075章《香港理工大學條例》
- 香港浸會大學 - 香港法例第1126章《香港浸會大學條例》
- 香港城市大學 - 香港法例第1132章《香港城市大學條例》
- 嶺南大學 - 香港法例第1165章《嶺南大學條例》
- 香港教育大學 - 香港法例第444章 《香港教育大學條例》

自資模式營運的法定大學
- 香港都會大學 - 香港法例第1145章《香港都會大學條例》

受公帑資助的法定學院
- 香港演藝學院 - 香港法例第1135章《香港演藝學院條例》

### 認可專上院校
認可專上學院是指根據香港法例第320章《專上學院條例》註冊的專上院校。根據該條例註冊的專上院校，在取得行政長官會同行政會議的許可下，可頒授學士或以上程度之學位，並可在其校名中使用特定的詞彙「學院」或「大學」，及在其英文校名使用（University），但法定地位仍是學院。
私立大學
截至2024年1月，香港有三所私立大學，均依據《專上學院條例》註冊，但獲准使用「大學」作為名稱。
- 香港樹仁大學（2006年12月19日獲准更名為大學，前身是香港樹仁學院）[76]
- 香港恒生大學（2018年10月30日獲准更名為大學，前身是恒生管理學院）[77]
- 聖方濟各大學（2024年1月9日獲准更名為大學，前身是明愛專上學院）[78]

認可專上學院
- 香港珠海學院
- 東華學院（前身是香港中文大學－東華三院社區書院）
- 香港能仁專上學院
- 港專學院
- 宏恩基督教學院
- 耀中幼教學院
- 香港伍倫貢學院（前身是香港城市大學專上學院）

### 職業訓練局
職業訓練局院校是指根據香港法例第1130章《職業訓練局條例》，由職業訓練局營辦並提供經本地評審副學位或以上程度課程的院校：
- 香港專業教育學院（IVE）
- 香港資訊科技學院 (HKIIT) (前身是香港專業教育學院資訊科技學系[79])
- 香港知專設計學院（HKDI）
- 香港高等教育科技学院（THEi）
- 才晉高等教育學院（SHAPE）

### 其他院校
其他院校有的是根據香港法例第279章《教育條例》註冊，也有的是法定組織的屬下機構，這類院校最高可頒授已通過香港學術及職業資歷評審局評審的副學位（如副學士及高級文憑）資歷；亦有部分院校是根據香港法例第493章《非本地高等及專業教育（規管）條例》向教育局註冊並在香港提供非本地專上課程的教育機構，當中有部分課程已通過香港學術及職業資歷評審局的學術評審。
- 香港專業進修學校
- 香港科技專上書院
- 明愛白英奇專業學校
- 明愛社區書院
- 香港藝術學院
- 青年會專業書院
- 香港浸信會聯會專業書院
- 保良局專業教育書院

### 中華民國（台灣）教育部立案院校
自1949年以來，曾有不少親台人士或機構於香港創辦高等教育院校。但因當時香港的法例所限，未能於香港註冊為高等教育院校，學歷也不受香港政府承認。因此這批院校只能依「華僑教育章程」向中華民國教育部註冊，受承認為台灣的同等學歷。
這些院校在台灣多數稱為「私立ｘｘ學院」，在香港則多稱為「ｘｘ書院」，如私立能仁學院（香港能仁書院）、私立新亞研究所、私立德明學院（香港德明書院）、私立珠海大學（珠海書院）等。部份院校後來取消在台灣的登記，接受香港政府條件，成為香港政府承認的專上學院，例如浸會學院（後來升格為香港浸會大學）、崇基學院（後來成為香港中文大學創始成員的書院）等。此類院校有部份已經結束，但也有部份至今繼續運作。
- 私立珠海大學（珠海書院）
- 私立能仁學院（香港能仁書院）
- 私立新亞研究所
- 私立華夏學院（華夏書院，曾撤回中華民國教育部之註冊，目前正辦理申請恢復註冊）
- 私立德明學院（香港德明書院）。
- 私立新亞文商學院 （約於1999-2000年由香樹輝掌管期間結束辦理，當時有部份在學學生轉往能仁書院繼續進修）。

以下院校已停辦：
- 私立信義宗學院
- 私立逸仙學院
- 私立廣大學院
- 私立香江學院
- 私立華僑工商學院
- 私立聯大學院
- 私立平正商學院
- 私立清華學院
- 私立遠東學院

### 已停辦專上課程或已結業的院校
- 官立中文夜書院一所由教育處辦的大專程度書院，僅提供二年制中国文学文憑課程，于八十年代末停辦。
- 香港達德學院由中共建立的私人大專，僅存在一年便被柏立基下令關閉。
- 香港經緯書院，1963年聯合書院學潮導致部份教職員出走並聯合當時一些獨立辦佛学教育的學人而成的經緯書院，未知曾否向中華民國教育部註冊。但只辦了七年便停辦，該学院當時是唯一公開辦專上佛学教育的院校。
- 香港教育學院持續專業教育學院，已於2012年結業[81]。
- 香港中伸書院，曾於2007/08至2011/12學年開辦本地副學士課程[82]。
- 嘉諾撒聖心商學書院，已於2014年結業[83]。
- 嶺南大學社區學院，2017年與嶺南大學持續進修學院合併。
- 香港中文大學－東華三院社區書院，東華三院與香港中文大學拆夥，2013年停辦，東華三院另設東華學院。
- 香港城市大學專上學院，2019年改組成香港伍倫貢學院。
- 薩凡納藝術設計（香港）大學有限公司，已於2020年6月停辦[84]。
- 明德學院，已於2019年9月停止收生[85]，於2021/22學年停辦[86]。

## 院校升格
現時香港有12所大學，當中只有香港大學、香港科技大學在成立時已是大學，香港中文大學則由多所成員書院整合為大學。至於香港其他的大學，都是由「學院」通過相應程序獲取「大學」名銜。1994年，理大、浸大及城大是最早通過升格取得大學名銜的院校，及後再有六所院校於1997年至2024年間獲准升格大學。2015年，政府公佈學院升格為大學的條件及程序。

### 專上院校升格大學的主要步驟
香港的專上學院如要申請升格成為一所大學，大致須通過下列三個主要步驟：
1. 第一個步驟：院校須獲准頒授學位，而且在所開辦的課程中，須有七成以上為學士學位或以上程度。為確保這些學位課程達到國際認可的水平，課程必須通過香港學術及職業資歷評審局（前稱香港學術評審局）的校外評審[75]。
2. 第二個步驟：院校須要取得自行評審資格，或者在多個學科範疇取得學科範圍評審資格[87]。院校須要證明具有足夠的能力評審其所開辦的學位課程，並確保學術水平達到學位應有的程度。香港學術及職業資歷評審局會成立一個由學術界人士和評審專家組成的評審小組，評估該院校是否已具備自行評審所須的條件和能力。院校如要取得自行評審資格或學科範圍評審資格，必須證明校內的學術環境與學術活動是適宜開辦和持續發展學位課程，並制訂具效率的制度和程序，以控制和保證所舉辦課程的質素。學科範圍評審資格類似自行評審資格，但在學科範圍和時效上均設有限制。如果申請升格大學的學院是教資會資助的院校，教資會亦會設立評審小組為院校進行評核。
3. 第三個步驟：院校須制訂完善的內部管治架構，並完成所須的行政及法律程序。如有關院校是受其所屬條例規管的法定院校，在取得行政長官會同行政會議（主權移交前為總督會同行政局）同意授予大學名銜之外，亦要經由政府向立法會（主權移交前為立法局）提交條例修訂草案，經議會表決通過及刊登憲報後，方為完成升格大學的程序。若該院校是根據《專上學院條例》註冊，可於通過院校評審後，依據該條例向香港政府提交使用大學名稱的申請，待行政長官會同行政會議同意後即可更名。

### 理大、浸大及城大於1994年升格
香港理工學院創建於1937年，香港浸會學院創辦於1956年，香港城市理工學院成立於1984年，這三所院校於1972年至1984年間先後接受大學及理工教育資助委員會（即現在的教資會）的資助，並於1983年至1986年間先後開辦學位課程。香港城市理工學院、香港浸會學院及香港理工學院於1991年初，分別向政府申請自行評審資格和大學名稱。當時的大學及理工教育資助委員會認為，非大學的資助院校要取得大學名銜，必須符合下列條件：
1. 認同各院校須擔當不同角色這個原則和條件；
2. 成功進行自行評審。

為明確各資助院校的分工和角色，作為非法定諮詢組織的大學及理工教育資助委員會於1992年發表名為「香港高等教育」的政策聲明，說明七所受資助院校（香港大學、香港中文大學、香港科技大學、香港理工學院、香港城市理工學院、香港浸會學院及嶺南學院）的角色，並得到七所受委員會資助的院校接納。1993年7月，香港城市理工學院、香港浸會學院和香港理工學院先後完成學術及院校評審後，由總督會同行政局授予自行評審資格，並於1994年獲授予大學名銜，分別名為香港理工大學、香港城市大學及香港浸會大學。

### 香港都會大學於1997年升格
香港政府於1989年成立香港公開進修學院，同時授予學院頒授大學學位的資格。香港學術評審局於1996年年中為進修學院進行院校評審後，認為進修學院的發展已經成熟，於是推薦進修學院取得自行評審資格，總督會同行政局於1996年10月授予進修學院自行評審資格。進修學院是政府成立的院校，但考慮到進修學院不是教資會的資助院校，所以定期校外評審機構是香港學術評審局，而不是教資會負責。進修學院參考城市大學、浸會大學及理工大學的經驗後改組管治架構，配合其獲授予的自行評審資格及準備升格大學。政府在審批進修學院升格大學時曾考慮多個因素，包括進修學院已經擁有自主權及自行評審資格，其遙距學位課程已取得海外主要公開大學承認，而國際上同類院校都有大學名銜，加上學院已有八年開辦大學學位課程的經驗，以及進修學院已經建立其專長領域的研究能力，總督會同行政局於是決定授予大學名銜，於1997年5月升格為香港公開大學，因應公開大學已發展為一所全面的綜合大學，立法會於2021年7月通過修訂公開大學條例，於2021年9月易名為香港都會大學。

### 嶺南大學於1999年升格
嶺南書院成立於1967年，於1979年接受納稅人資助及改組為專上學院，於1991年成為大學及理工資助委員會的資助院校，1992年起開辦大學學位課程。1998年9月8日，行政會議通過建議，並由行政長官發出指令，嶺南學院取得自行評審資格。1999年年初，教資會審議嶺南學院的升格建議，認為嶺南學院已符合下列條件：
1. 認同各教資會資助院校須擔當不同角色的原則和條件；
2. 接納其他教資會資助大學（香港大學、香港中文大學、香港科技大學、香港理工大學、香港城市大學及香港浸會大學）所採納的同一撥款準則；
3. 已取得自行評審資格。

嶺南學院獲教資會建議正名大學，政府在嶺南學院改組管治架構後，行政長官會同行政會議於1999年6月授予嶺南學院大學名銜，經香港立法會三讀通過後，於1999年7月升格為嶺南大學。

### 香港樹仁大學於2007年升格
香港樹仁書院於1971年由私人出資創辦，其後於1978年根據《專上學院條例》註冊為香港樹仁學院，但因為沒有採納當時政府推行的大學三年制，所以沒有得到納稅人資助及同意頒授大學學位，樹仁學院因此維持私立辦學，同時爭取成為香港第一所私立大學。香港政府於2000年接納教育統籌委員會的「香港教育制度改革建議」，讓私立專上院校通過適當的評審過程升格為私立大學。樹仁學院於2001年獲政府原則上同意開辦學位課程。原本根據《專上學院條例》註冊的專上學院是沒有頒授學位的資格，政府為推動私立專上院校的發展，於2001年5月向立法會提交草案修訂《專上學院條例》，容許私立專上學院在行政長官會同行政會議批准後可以頒授學位，讓樹仁學院可於2001年9月開辦學位課程。樹仁學院於2006年共有三個不同學科範圍獲香港學術評審局同意授予學科範圍評審資格。2006年12月，行政長官會同行政會議討論樹仁學院升格大學的事宜，考慮到樹仁學院已開辦多個學科範疇的課程，已在三個學科範圍取得學科範圍評審資格，並且在內部管治及質素保證上已經建立健全架構，因此批准樹仁學院使用大學名銜，學院於2007年正式更名為香港樹仁大學，是按《專上學院條例》註冊的院校中首間准予使用大學名稱的院校，是香港首間非法定的院校取得大學名銜。

### 香港教育大學於2016年升格
香港教育大學的歷史可追溯至1853年聖保羅書院開辦的首個正規在職教師培訓課程，是香港歷史溯源最早的專上級別的教育機構，此外另加上柏立基師範学院、葛亮洪師範学院、官立中文夜学院而合併並輾轉於1994年成立的香港教育學院，於1995年起由教資會資助，並於1998年獲准開辦學位課程，2004年教院取得師資培訓課程的自行評審資格。香港教育學院曾經於2007年申請升格大學，但是於2009年遭到政府否決，教資會反對教院升格大學並提出其決定的理據，指出教育學院存在單一學科及研究能力等問題。教資會其後對教育學院提出改善的建議，教育學院於2010年起根據建議進行增加課程種類等工作，並再次申請正名大學，2015年教資會認為教院已有升格大學的條件，於2016年1月經行政長官會同行政會議通過升格大學，並於同年5月經立法會修例易名為香港教育大學。

### 2015年公佈的升格私立大學準則
香港樹仁大學升格為香港首間私立大學後，對其他依據《專上學院條例》註冊的自資專上院校起到參考的作用，為更清楚說明升格為私立大學的標準，教育局於2015年7月公布《成為私立大學的路線圖》，指出根據香港法例第320章《專上學院條例》註冊的自資專上教育院校，在申請大學名銜前須符合以下準則：
(a) 至少在三個範疇獲得學科範圍評審資格，而有關資格可以是相關學科範圍下的子範圍，但必須分屬不同的學科範圍 ；
(b) 展示「若干程度的」研究能力，成功獲得公帑資助計劃下與研究有關的資助；
(c) 在緊接申請大學名銜前連續兩個學年，其修讀學位課程的學生人數（相等於全日制學生人數）最少達1500人；以及 
(d) 獲取香港學術及職業資歷評審局院校評審資格，以證明有關院校在管治及管理、財政可持續性、學術環境、質素保證及研究能力方面，基本上已有能力達到一所大學應有的水準。

### 香港恒生大學於2018年升格
恒生管理學院的前身是主力開辦預科課程的恒生商學書院，由於香港於2009年實施新高中課程後，中學統一為六年制並取消預科課程，因此書院於2010年轉型營辦學位課程並於同年按《專上學院條例》註冊為恒生管理學院。學院於2016年向香港學術及職業資歷評審局申請學科範圍評審資格，於2017年初取得三個學科範圍的評審資格，亦已成功申請研究資助，而學生人數也符合要求，學院遂於同年向政府提出更名為大學的要求，學評局於2018年初派出國際評審團到學院進行院校評核，評審其在院校管治、學術環境、質素保證及財政等方面是否已達到成為一所大學須具備的水平，學評局認為學院已符合更名為大學的標準後，行政長官會同行政會議於2018年10月批准恒生管理學院使用大學名銜，更名為香港恒生大學，成為香港第二所私立大學，亦是根據《專上學院條例》註冊的院校中首所依據《成為私立大學的路線圖》更名為大學的院校。

### 聖方濟各大學於2024年升格
聖方濟各大學於創立時名為明愛徐誠斌學院，並於2001年成為獲准開辦副學位課程的專上學院。學院於2010年獲得開辦學位課程的評審資格，翌年重新命名為明愛專上學院。2022年，學院邀請香港學術及職業資歷評審局進行院校評審，評審局認為學院已達到一所私立大學應有的標準。2024年1月，行政長官會同行政會議批准明愛專上學院使用大學名銜，更名為聖方濟各大學，成為香港第三所私立大學以及第四所自資大學。

## 教席名銜
世界各地的專上教育機構使用「教授名銜」的準則亦不統一，在美國，大學內的教學人員分為正教授、副教授、助理教授等級別，英國則分為教授、高級講師及講師。香港原本是跟隨英國制度的，現在已經改為跟隨的美國制度。不過香港制度並非完全抄襲美國制度，自己也有一定特色，包括各院校制定的獨有榮譽名銜。
| 教席名銜     | 獲受予名銜的資格                                                                                                   |
| ------------ | --- |
| 博文講座教授 | 香港中文大學授予於香港中文大學講學傑出學者之榮銜，包括第一位菲爾茲獎華人得主丘成桐、第一位華人諾貝爾獎得主楊振寧等 |
| 明德教授     | 香港大學頒授予卓越學者的榮譽名銜，按該明德教授席捐贈者意願成立永久基金進行學術研究                                 |
| 講座教授     | 大專院校頒授予全職教學人員中擁有崇高學術地位或重大研究成就的教席名銜                                               |
| 榮休教授     | 大專院校頒授予已經退休而表現傑出的前任教授的榮譽名銜，他們仍可獲准使用原有的辦公室                                 |
| 榮譽教授     | 大專院校頒授予在某學術界別有傑出成就，認為他們的學術地位堪稱為教授的榮譽名銜                                       |
| 教授         | 大專院校頒授予全職教學人員中擁有傑出教學或研究成就的教席名銜                                                       |
| 客席教授     | 大專院校頒授予在某學術界別有傑出成就，在該院校擔任兼職教學人員的教席名銜                                           |
| 副教授       | 大專院校頒授予全職教學人員中擁有資深教學或研究經驗的教席名銜                                                       |
| 助理教授     | 大專院校頒授予全職教學人員中擁有一定教學或研究經驗的教席名銜                                                       |
| 首席講師     | 大專院校對有傑出表現的資深全職教學人員之教席名稱                                                                   |
| 高級講師     | 大專院校對資深全職教學人員之教席名稱                                                                               |
| 講師         | 大專院校對初級及有數以年計教學經驗全職教學人員之教席名稱                                                           |
| 兼職講師     | 大專院校對兼職教學人員之教席名稱                                                                                   |
| 導師         | 一般教育機構或大專院校對全職或兼職學生指導人員之教席名稱                                                           |

## 發展問題

### 學歷貶值
- 低度就業問題︰有學者認為提升青少年整體學歷，不一定能促進經濟發展。近年香港高等教育，尤其是自資學位及副學位增長過速，遠超經濟發展的步伐，令不少擁高學歷的青少年低度就業，成為香港社會運動的遠因[103]。
- 社會公平問題︰對青少年而言，學歷貶值令他們需要投入更多時間、資源與金錢來保持形式上的競爭力，最後求職將不再視乎求職者的能力，而是有否用於進修的財力[104]。
- 高學歷泡沫化︰自從2000年後，香港政府為提高中學畢業生升讀大專院校的比例，在不大幅增加大專教育資源下，推動發展教育產業，短短十年便有多所私立院校成立和獲准開辦副學位。然而在高學歷普及化下，有不少文憑，甚至是學位畢業生，卻只能獲得中學畢業生水平的工資[105]。

### 畢業生質素
有學者引用台灣、新加坡與歐美各地的高等教育發展狀況，指出香港高等教育以專上學院升格為主，而非引入海外名校於本地辦學，雖然表面上能高速發展，卻會令大學畢業生質素參差，長遠可能會影響香港高等教育的國際聲譽。而大量內地高考畢業生進入香港的高等院校，不但使專上院校的國際化程度下降，使香港失去多元化及喪失吸引力，也有可能對院校、本地生及香港社會構成不良影響。

## 其他評論
全球高等教育分析機構Quacquarelli Symonds公佈的QS世界大學排名2026，香港共有9所大學上榜。其中，香港大學、香港中文大學、香港科技大學分別位列全球第11、32和44名，躋身全球高等教育前50強。在中國範圍內，香港高等教育的學術研究競爭力也處於領先水平。依據國際學術網站Research.com公佈的2024年全球頂尖學者(Best Scholars)排名及分領域排名。在26個學術分項領域中，連同在內地設的分校，香港的大學學者有14人位列全國第一。

### 教育體制
- 香港教育
- 三三四高中教育改革
- 研究生教育

### 香港大專院校
- 香港大專院校列表
- 香港大專院校校長列表

### 資助計劃
- 資助專上課程學生資助計劃
- 專上學生資助計劃

### 招生辦法
- 大學聯合招生辦法
- 非大學聯合招生辦法

### 組織
- 自資高等教育聯盟
- 自資專上教育委員會
- 應用科學大學聯盟

### 學歷評估
- 香港資歷架構
- 香港學術及職業資歷評審局
- 經評審專上課程資料網

## 外部連結
- 香港特別行政區政府教育局（页面存档备份，存于）
- 大學教育資助委員會（页面存档备份，存于）
- 香港學術及職業資歷評審局（页面存档备份，存于）
- 香港學術及職業資歷評審局（页面存档备份，存于）
- 經評審專上課程資料（页面存档备份，存于）
- 大學和高等教育（页面存档备份，存于）